# NGC 5797
NGC 5797 (другие обозначения — UGC 9619, MCG 8-27-36, ZWG 248.30, PGC 53408) — галактика в созвездии Волопас.
Этот объект входит в число перечисленных в оригинальной редакции «Нового общего каталога».